# IAFA DV8 Development League 2008
La IAFA DV8 Development League 2008 è stata la 1ª edizione del campionato irlandese di football a 8, organizzato dalla IAFL.

## Squadre partecipanti
| Club                 | Città     | Stadio | Sponsor ufficiale | Risultato nella stagione 2007 |
| -------------------- | --------- | ------ | ----------------- | ----------------------------- |
| Cork Admirals II     | Cork      |        |                   |                               |
| Craigavon Cowboys    | Portadown |        |                   |                               |
| Dublin Dragons       | Dublino   |        |                   |                               |
| Dublin Rebels II     | Dublino   |        |                   |                               |
| Edenderry Soldiers   | Edenderry |        |                   |                               |
| Trinity Thunderbolts | Dublino   |        |                   |                               |

## Stagione regolare

### Calendario

#### 1ª giornata
| 9 marzo 2008 | Craigavon Cowboys | 67 – 6 | Edenderry Soldiers |  |

#### 2ª giornata
| 20 marzo 2008 | Cork Admirals II | 22 – 0 | Edenderry Soldiers |  |

#### 3ª giornata
| 5 aprile 2008 | Craigavon Cowboys | 45 – 12 | Trinity Thunderbolts |  |

| 6 aprile 2008 | Cork Admirals II | 24 – 0 | Dublin Dragons |  |

#### 4ª giornata
| 19 aprile 2008 | Trinity Thunderbolts | 8 – 52 | Craigavon Cowboys |  |

| 19 aprile 2008 | Dublin Dragons | 34 – 6 | Edenderry Soldiers |  |

| 20 aprile 2008 | Dublin Rebels II | 12 – 6 | Cork Admirals II |  |

#### 5ª giornata
| 28 aprile 2008 | Edenderry Soldiers | 0 – 65 | Dublin Rebels II |  |

#### 6ª giornata
| 4 maggio 2008 | Dublin Rebels II | 39 – 8 | Trinity Thunderbolts |  |

#### 7ª giornata
| 11 maggio 2008 | Trinity Thunderbolts | 51 – 20 | Dublin Dragons |  |

#### 8ª giornata
| 18 maggio 2008 | Trinity Thunderbolts | 0 – 14 | Cork Admirals II |  |

#### 9ª giornata
| 25 maggio 2008 | Trinity Thunderbolts | 0 – 22 | Dublin Rebels II |  |

| 25 maggio 2008 | Edenderry Soldiers | 20 – 60 | Dublin Dragons |  |

#### 10ª giornata
| 1º giugno 2008 | Dublin Dragons | 13 – 51 | Craigavon Cowboys |  |

#### 11ª giornata
| 8 giugno 2008 | Craigavon Cowboys | 0 – 25 | Dublin Rebels II |  |

#### 12ª giornata
| 14 giugno 2008 | Dublin Dragons | 13 – 45 | Cork Admirals II |  |

| 14 giugno 2008 | Dublin Rebels II | 6 – 13 | Craigavon Cowboys |  |

#### 13ª giornata
| 6 luglio 2008 | Edenderry Soldiers | 0 – 34 | Cork Admirals II |  |

### Classifica
La classifica della regular season è la seguente.
- PCT = percentuale di vittorie, G = partite giocate, V = partite vinte,  P = partite perse, PF = punti fatti, PS = punti subiti

| Pos. | Squadra              | PCT  | G | V | N | P | PF  | PS  |
| ---- | -------------------- | ---- | - | - | - | - | --- | --- |
| 1    | Cork Admirals II     | .833 | 6 | 5 | 0 | 1 | 145 | 25  |
| 2    | Dublin Rebels II     | .833 | 6 | 5 | 0 | 1 | 176 | 27  |
| 3    | Craigavon Cowboys    | .833 | 6 | 5 | 0 | 1 | 228 | 70  |
| 4    | Dublin Dragons       | .333 | 6 | 2 | 0 | 4 | 149 | 197 |
| 5    | Trinity Thunderbolts | .167 | 6 | 1 | 0 | 5 | 79  | 192 |
| 6    | Edenderry Soldiers   | .000 | 6 | 0 | 0 | 6 | 32  | 282 |

## Finale
| agosto 2008 | Cork Admirals II | 30 – 0 | Dublin Rebels II |  |

## Verdetti
- Cork Admirals II Campioni della IAFA DV8 Development League 2008